# Consorophylax carinthiacus
Consorophylax carinthiacus là một loài Trichoptera trong họ Limnephilidae. Chúng phân bố ở miền Cổ bắc.